# Drosophila basiprojecta
Drosophila basiprojecta este o specie de muște din genul Drosophila, familia Drosophilidae. A fost descrisă pentru prima dată de Zhang în anul 2004. Conform Catalogue of Life specia Drosophila basiprojecta nu are subspecii cunoscute.